# Václav Finěk
Václav Finěk (* 1. Januar 2010 in Liberec) ist ein tschechischer Schachspieler.

## Karriere
Finěks erste FIDE-gewerteten Partien stammen aus dem August 2017, etwa eineinhalb Jahre später überschritt seine Elo-Zahl erstmals die Marke von 2000 Punkten. In Bratislava gewann Finěk 2019 Silber bei den U10-Europameisterschaften. In diesem Jahr erhielt er auch die Titel Meisterkandidat (CM) und FIDE-Meister (FM).
Auf dem Prager Schachfestival 2020 gewann er das Futures-Turnier. Im September 2021 überschritt seine offizielle Elo-Zahl erstmals 2400.
Beim Prager Schachfestival 2023 spielte er diesmal im Challengers-Turnier und erreichte dort Platz acht (von zehn) und bezwang dabei mit Erwin l’Ami und Jerguš Pecháč zwei Großmeister mit Elo-Wertung über 2600. Bei den Czech Open 2023 in Pardubice erfüllte er die letzte Norm für den Titel Internationaler Meister (IM), den er einige Monate später, noch im Alter 13 Jahren, offiziell verliehen bekam. Er wurde damit zum jüngsten IM der Tschechischen Republik, ein Rekord den zuvor Thai Dai Van Nguyen und David Navara mit jeweils 14 Jahren und 4 Monaten innehatten. 2024 gewann er die Jugend-Europameisterschaft in der Altersklasse U14. 

### Verein
In den Saisons 2021/22 und 2022/23 stand Finěk im Kader des Bundesligisten Schachfreunde Deizisau, kam dort jedoch nicht zum Einsatz. Er spielt regelmäßig in der tschechischen sowie der slowakischen Extraliga.